# Андре Бюфф'єр
Андре Бюфф'єр (фр. André Buffière, 12 листопада 1922 — 2 жовтня 2014) — французький баскетболіст.
Срібний призер Олімпійських Ігор 1948 року, учасник 1952 року.
Срібний призер Чемпіонату Європи 1949 року, бронзовий призер 1951, 1953 років.